# Шульце, Герберт
Герберт Шульце (нем. Herbert Schultze, 24 июля 1909, Киль — 3 июня 1987, Лондон) — немецкий подводник времён Второй мировой войны, кавалер Рыцарского креста железного креста, а позже офицер бундесмарине.
Командуя подводной лодкой U-48 он в восьми походах потопил 26 судов суммарным тоннажом в 169 709 брт. Несколько раз Шульце по радио предупреждал британцев о потоплении судов и тем самым спас жизнь многих моряков, чем заслужил уважение со стороны противника.

## Биография
Шульце родился в портовом городе Киль и уже в детстве интересовался лодками и моторами. В 1930 году он вступил в рейхсмарине. На лёгком крейсере «Эмден» он отправился в поход вокруг света (1 декабря 1930 — 8 декабря 1931). После службы на лёгких крейсерах «Лейпциг» и «Карлсруэ» работал инструктором. После курсов повышения квалификации в 1938—1939 он стал командиром подводной лодки U-2. В апреле 1939 Шульце стал командиром новейшей U-48, но в мае 1940 года он тяжело заболел и был вынужден сдать командование.
После выхода из госпиталя служил в штабе 7-й подводной флотилии в Киле, а в декабре 1940 года вернулся на U-48. В июле 1941 года он стал начальником 3-й подводной флотилии в Ла-Рошели и служил в разных штабных должностях до 1945 года.
После капитуляции он был назначен союзниками командиром батальона, потом командиром военно-морского училища в Мюрвике и лагеря военнопленных «Heinz Krey». В ноябре 1945 года он стал гражданским директором военно-морских сооружений во Фленсбург-Мюрвике.
В 1956 году вступил в свежесозданный бундесмарине и служил в разных руководящих должностях до ухода в пенсию 30 сентября 1968 года. Герберт Шульце умер 3 июня 1987 года в Лондоне и был похоронен в Вильгельмсхафене.

## Военные звания
- фенрих цур зее (мичман) 1 января 1932
- оберфенрих цур зее 1 апреля 1934
- лейтенант цур зее 1 октября 1934
- оберлейтенант цур зее 1 июня 1936
- капитан-лейтенант 1 июня 1939
- корветтен-капитан (капитан 3 ранга) 18 марта 1943

в бундесмарине
- фрегаттен-капитан (капитан 2 ранга) 1 ноября 1956
- капитан цур зее (капитан 1 ранга) 1 июля 1966

## Награды
- Железный крест 2-го класса (25 сентября 1939)
- Железный крест 1-го класса (27 октября 1939)
- Нагрудный знак подводника (25 сентября 1939)
- Рыцарский крест Железного креста с Дубовыми Листьями
  - Рыцарский крест (1 марта 1940)
  - Дубовые Листья (12 июня 1941)
- Нагрудный знак подводника с бриллиантами (15 июля 1941)
- Итальянский военный крест с мечами (24 октября 1941)
- Упоминался в «Вермахтберихт» (26 февраля 1940, 2 апреля 1940, 12 июня 1940)